# Feralpisalò
Feralpisalò is een Italiaanse voetbalclub uit Salò, Lombardije die ook het nabijgelegen Lonato del Garda vertegenwoordigd.
De club ontstond in 2009 als een fusie tussen AC Salò en Feralpi Lonato .
Associazione Calcio Salò ontstond in 1985 onder de naam Salò Benaco als fusie tussen AC Salò Valsabbia (in 1974 opgericht als  FC Real Plaza Salò en in 1979 hernoemd) en AC Benaco Salò (in 1963 als Benaco opgericht en van 1969 tot 1974 spelend als AC Salò). In 2001 werd de naam van gewijzigd in Salò. De club won in 2004 de Eccellenza Lombardije en de Coppa Italia Dilettanti.
Associazione Calcio Feralpi Lonato ontstond eveneens in 1985 onder de naam AC Lonato als fusie tussen Feralpi Lonato (in 1963 opgericht als AC Pejo Lonato en van 1969 tot 1973 spelend als AC Lonato) en AS Lonato. De club won de Eccellenza Lombardije in 2007 en speelde lang in de Serie D.
De fusieclub Feralpisalò werd in 2009 in de Lega Pro Seconda Divisione toegelaten en promoveerde in 2011 na play-offs naar de Lega Pro Prima Divisione.
In de zomer van 2025 hervormde president Pasini  Feralpisalò in Union Brescia, na het faillissement van Brescia Calcio, en verhuisde de club naar Brescia.